# Ålgårdens målarskola
Ålgårdens målarskola var en konstskola i Borås.
Ålgårdens målarskola bildades som Konstgillets målarskola 1949 och undervisade i praktisk målning. Bland lärarna fanns bland andra konstnären John Hedæus. I mitten av 1970-talet övertog Borås Konstförening Konstgillets verksamhet och skolan bytte namn till Ålgårdens Målarskola med kurser i måleri på kvällstid för elever som ville söka vidare till högre konstutbildning.
Utbildningen lades ned i slutet av 1990-talet.